# زلزال جزر الكوريل 2007
زلزال جزر الكوريل 2007 هو زلزالٌ وقعَ في جزر الكوريل في روسيا بتاريخ 13 يناير 2007.